# Hexatoma (Eriocera) ruficornis
Hexatoma (Eriocera) ruficornis is een tweevleugelige uit de familie steltmuggen (Limoniidae). De soort komt voor in het Neotropisch gebied.